# Rivière De Pas
Der Rivière De Pas ist ein ca. 163 km langer linker Nebenfluss des Rivière George im Nordosten der kanadischen Provinz Québec.

## Flusslauf
Seinen Ursprung hat der Fluss in dem See Lac McNeil 60 km ostnordöstlich von Schefferville. Er fließt anfangs nach Südosten und passiert die beiden Seen Lac Dobbin und Lac Frederickson. Anschließend wendet er sich nach Osten und durchfließt eine Reihe von Seen: Lac Doublet, Lac McNeil, Lac Blenac, Lac Girard, Lac Laporte und Lac Dillon. Danach dreht er nach Norden und durchströmt Lac Talon und Lac Jamin. Er nimmt den Rivière Feuquières linksseitig auf und setzt seinen Kurs nach Nordosten fort. Der Fluss durchfließt eine vegetationsarme Landschaft des Kanadischen Schildes im Zentrum der Labrador-Halbinsel. Der Rivière De Pas mündet schließlich oberhalb des Lac de la Hutte Sauvage in den Rivière George. Das Einzugsgebiet umfasst ungefähr 6050 km².

## Etymologie
Der Fluss wurde nach Isaac de Pas, Marquis de Feuquières (1618–1688), dem siebten Vizekönig von Neufrankreich, benannt.

## Hydrometrie
10 Kilometer oberhalb der Mündung war der Abflusspegel 03MD002 (⊙) in den Jahren 1980 bis 1988 in Betrieb. Der gemessene mittlere Abfluss (MQ) an dieser Stelle betrug 101 m³/s. Das zugehörige Einzugsgebiet beträgt 6030 km².
Im folgenden Schaubild werden die mittleren monatlichen Abflüsse des Rivière De Pas am Pegel 03MD002 für den Messzeitraum 1980–1988 in m³/s dargestellt.